# Mistrzostwa Świata w Kolarstwie Szosowym 1922
2. Mistrzostwa świata w kolarstwie szosowym – zawody kolarskie, które odbyły się 3 sierpnia 1922 w brytyjskim mieście Liverpool. Były to pierwsze zorganizowane w tym kraju mistrzostwa świata w kolarstwie szosowym. 
Polacy nie brali udziału w mistrzostwach.

## Kalendarium zawodów
| Kalendarz MŚ w Kolarstwie Szosowym 1922 |      |
| Konkurencja (dystans)                   | Data |
| Konkurencja (dystans)                   | 3.08 |
| Mężczyźni                               |      |
| Amatorzy                                |      |
| Jazda indywidualna na czas (161 km)     |      |

## Lista uczestniczących reprezentacji
W mistrzostwach świata w kolarstwie szosowym brało udział 17 zawodników z 5 reprezentacji.
| Reprezentacje biorące udział w MŚ w Kolarstwie Szosowym 1922 |                 |           |
| Lp.                                                          | Reprezentacja   | Zawodnicy |
| 1.                                                           | Dania           | 1         |
| 2.                                                           | Francja         | 6         |
| 3.                                                           | Holandia        | 1         |
| 4.                                                           | Szwecja         | 5         |
| 5.                                                           | Wielka Brytania | 4         |
| Razem                                                        | Razem           | 17        |

## Obrońcy tytułów
| Broniący tytułów MŚ        |               |            |
| Mężczyźni                  |               |            |
| Konkurencja                | Mistrz świata | Uwagi      |
| Amatorzy                   |               |            |
| Jazda indywidualna na czas | Gunnar Sköld  | 4. miejsce |

## Medaliści
| Konkurencja dystans – (data) (liczba startujących)                  | Złoto:     | Czas (prędkość)       | Srebro:         | Czas   | Brąz:         | Czas   |
| Mężczyźni                                                           |            |                       |                 |        |               |        |
| Amatorzy                                                            |            |                       |                 |        |               |        |
| Jazda indywidualna na czas 161 km – (3 sierpnia) (17 zaw. z 5 rep.) | Dave Marsh | 5:07:27 (31,419 km/h) | William Burkill | + 1:20 | Charles Davey | + 5:27 |

## Szczegóły

### Jazda indywidualna na czas amatorów
| Miejsce | Zawodnik           | Narodowość      | Czas    |
| złoto   | Dave Marsh         | Wielka Brytania | 5:07:27 |
| srebro  | William Burkill    | Wielka Brytania | + 1:20  |
| brąz    | Charles Davey      | Wielka Brytania | + 5:27  |
| 4       | Gunnar Sköld       | Szwecja         | + 6:25  |
| 5       | Fred Dredge        | Wielka Brytania | + 6:33  |
| 6       | René Marronnier    | Francja         | + 8:27  |
| 7       | Henry Hansen       | Dania           | + 12:03 |
| 8       | Sigfrid Lundberg   | Szwecja         | + 13:13 |
| 9       | Jan Maas           | Holandia        | + 15:27 |
| 10      | Ragnar Malm        | Szwecja         | + 18:40 |
| 11      | Fernand Coldeboeuf | Francja         | + 22:22 |

## Tabela medalowa
| Tabela medalowa |                 |       |        |      |       |
| Miejsce         | Reprezentacja   | Złoto | Srebro | Brąz | Razem |
| 1               | Wielka Brytania | 1     | 1      | 1    | 3     |